# Puy Saint-Romain
Pour les articles homonymes, voir Saint-Romain et Saint Romain.
Ne doit pas être confondu avec Saint-Romain-le-Puy.
 (août 2013).
Si vous disposez d'ouvrages ou d'articles de référence ou si vous connaissez des sites web de qualité traitant du thème abordé ici, merci de compléter l'article en donnant les références utiles à sa vérifiabilité et en les liant à la section « Notes et références ».
Le puy Saint-Romain est un sommet du Massif central culminant à 781 mètres d'altitude. Il est un des plus hauts points de la plaine de la Limagne dans le département français du Puy-de-Dôme en région Auvergne-Rhône-Alpes — après le puy de Saint-Hyppolyte et le pic du Cheix Blanc, culminant à 817 mètres, dans le bois de la Comté — ce qui lui vaut le surnom d'« Everest des Limagnes »[réf. nécessaire].
Un pylône relais de radiodiffusion y est implanté

## Géographie
Le puy Saint-Romain surplombe l'Allier qui coule au sud en formant de larges boucles.

### Communes
Les flancs du puy Saint-Romain recoupent les territoires de plusieurs communes :
- Busséol ;
- Mirefleurs ;
- Saint-Maurice-ès-Allier.

Le territoire de la commune de Saint-Maurice-ès-Allier abrite la source minérale gazeuse Sainte-Marguerite qui est exploitée et commercialisée sous ce nom.

### Géologie
Le puy Saint-Romain a livré de très beaux spécimens de calcite rhomboédrique de couleur jaune qu'on peut voir au muséum d'histoire naturelle Henri-Lecoq de Clermont-Ferrand.

## Histoire
Le puy est occupé par l'homme peut-être dès le Néolithique. Les traces protohistoriques les plus présentes sont cependant datées du bronze final, ainsi que l'a démontré une série de sondages archéologiques réalisée en 2015. Outre cette agglomération de l'âge du bronze, des éléments indiquent également une occupation de l'âge du fer, datée de La Tène A, au Ve siècle av. J.-C.
Il semble que le sommet du puy ait autrefois abrité une église et un prieuré ainsi que des sépultures du début de la chrétienté en Auvergne[réf. nécessaire].
Il aurait également été percé de plusieurs souterrains utilisés comme refuges[réf. nécessaire].

## Activités

### Course à pied
Du haut de ses 781 m d'altitude, le puy Saint-Romain domine de près de 450 m de dénivelé le val d'Allier et propose une ascension et des sentiers très prisés des sportifs locaux, randonneurs, coureurs et vététistes.
Plusieurs variantes existent pour accéder au sommet. Sur le versant nord, en forêt, au départ de Mirefleurs ou de Busséol, un sentier en lacets longeant le ravin de Saute-Mouche permet d'atteindre les pâturages du plateau, en contrebas de la partie sommitale. Le chemin longe ensuite la bordure orientale du puy avant que la pente ne s'incline très sévèrement sur les derniers hectomètres à travers les rochers pour atteindre le sommet. Au sud, l'ascension débute au niveau de la rivière Allier à environ 340 m d'altitude au lieu-dit Sainte-Marguerite, par un large chemin en sous-bois, avant d'atteindre puis de traverser le bourg de Saint-Maurice. De là, plusieurs chemins permettent de terminer l'ascension. Le plus fréquemment emprunté est le chemin principal, utilisé par les véhicules à moteur, qui mène à la croix de la Peyre. Une autre possibilité est d'effectuer l'ascension sur le côté sud-est par un chemin en lacets. 

### Aéronautique
Le sommet du puy sert de base de lancement pour les parapentes et deltaplanes.